# Morpho eugenia
Morpho eugenia é uma borboleta neotropical da família Nymphalidae, subfamília Satyrinae e tribo Morphini, descrita em 1860 (de exemplar coletado em Caiena, na Guiana Francesa) e nativa da região amazônica das Guianas. Visto por cima, o padrão básico da espécie (macho) apresenta asas de coloração azul iridescente com as pontas das asas anteriores de coloração enegrecida e apresentando uma mancha branca próxima ao topo de cada asa anterior e outra de igual coloração no topo do contorno localizado na frente da mesma asa. No fim das asas posteriores existem duas marcações de coloração escurecida. Vista por baixo, apresenta asas de coloração castanho clara, com padrão de bandas mais claras e seis ocelos em cada par (anterior e posterior - três em cada asa) de asas. O dimorfismo sexual é acentuado, com as fêmeas maiores, menos frequentes e sempre com asas de coloração castanha com desenhos característicos em branco (como na foto), bem similares às fêmeas de Morpho marcus. De acordo com Lacomme & Lalanne-Cassou, se os machos das duas espécies (eugenia e marcus) diferem acentuadamente em seus hábitos e seu horário de voo, as fêmeas são particularmente difíceis de distinguir porque nenhum caráter morfológico ou ornamental distintivo, apenas, permite uma identificação clara; além de ser muito raramente encontradas em campo.

## Hábitos
Adrian Hoskins cita que a maioria das espécies de Morpho passa as manhãs patrulhando trilhas ao longo dos cursos de córregos e rios. Nas tardes quentes e ensolaradas, às vezes, podem ser encontradas absorvendo a umidade da areia, visitando seiva a correr de troncos ou alimentando-se de frutos em fermentação.

## Literatura
"Morpho Eugenia" também denomina uma das duas novelas inseridas no livro "Angels and Insects" (1992), da escritora A. S. Byatt; narrando a história de William Adamson, um explorador e entomologista amazônico.